# Stefán Teitur Þórðarson
Stefán Teitur Þórðarson, né le 16 octobre 1998 à Akranes en Islande, est un footballeur international islandais, qui évolue au poste de milieu central à Preston North End.

## Biographie

### Débuts professionnels
Né à Akranes en Islande, Stefán Teitur Þórðarson est formé par le club de sa ville natale, l'ÍA Akranes.

### Silkeborg IF
Le 2 octobre 2020, Stefán Teitur Þórðarson rejoint le Silkeborg IF, qui évolue alors en deuxième division danoise. Il joue son premier match pour le club le 22 octobre 2020, lors d'une rencontre de championnat face au Viborg FF. Il entre en jeu lors de cette rencontre perdue par son équipe (1-2).
Il joue son premier match de Superligaen le 1er août 2021, contre l'Aalborg BK, lors de la troisième journée de la saison 2021-2022. Il entre en jeu et les deux équipes se neutralisent (0-0 score final). Le 3 octobre 2021, il inscrit son premier but en première division danoise face au FC Nordsjælland. Il participe ainsi à la victoire de son équipe (4-1 score final). Il fait bonne impression pour ses débuts dans l'élite du football danois à l'image de son équipe, qui vient de faire son retour en première division. Son entraîneur, Kent Nielsen, fonde alors de grands espoirs en lui.
Le 6 octobre 2022, Þórðarson s'illustre lors d'une rencontre de phase de groupe de la Ligue Europa Conférence 2022-2023 contre le Steaua Bucarest en marquant un but. Il participe ainsi à la large victoire de son équipe par cinq buts à zéro,.
Þórðarson se fait remarquer le 6 octobre 2023, lors d'une rencontre de championnat contre le Lyngby BK en réalisant son premier triplé pour Silkeborg. Titulaire, il marque trois buts en l'espace de 23 minutes de jeu, et contribue à la victoire de son équipe par cinq buts à zéro,.
Þórðarson est titularisé lors de la finale de la Coupe du Danemark le 9 mai 2024 où son équipe affronte l'AGF Aarhus. Son équipe s'impose sur le score de un but à zéro et il remporte ainsi son premier trophée,.

### Preston North End
Le 9 juillet 2024, Stefán Teitur Þórðarson prend la direction de l'Angleterre afin de s'engager en faveur de Preston North End, en deuxième division. Il signe un contrat de trois ans, soit jusqu'en juin 2027.

### En sélection
Le 9 janvier 2020, Stefán Teitur Þórðarson est convoqué pour la première fois avec l'équipe nationale d'Islande. Il honore sa première en sélection le 16 janvier 2020, contre le Canada. Il entre en jeu en à la place d'Aron Elís Þrándarson et la rencontre se solde par la victoire de l'Islande (0-1 score final).
Le 11 octobre 2021, Þórðarson connait sa première titularisation avec l'Islande contre le Liechtenstein à l'occasion d'une rencontre de qualification pour la coupe du monde 2022. Il se fait remarquer ce jour-là en inscrivant son premier but en sélection, participant ainsi à la victoire de son équipe par quatre buts à zéro,.

## Vie privée
Stefán Teitur Þórðarson est issu d'une famille de footballeurs, son père Þórður Þórðarson était professionnel et jouait au poste de gardien de but. Son oncle Stefán Þórðarson est également footballeur et a notamment été international islandais.